# Podbielskiallee (metrostation)
Podbielskiallee is een station van de metro van Berlijn, gelegen aan de Kaiser-Wilhelm-Platz (kruising Pobielskiallee / Archivstraße) in het Berlijnse stadsdeel Dahlem, nabij de faculteit voor land- en tuinbouw van de Humboldt Universiteit en het instituut voor genetica van de Vrije Universiteit van Berlijn. Het metrostation werd geopend op 12 oktober 1913 aan het eerste deel van de Wilmersdorf-Dahlemer U-Bahn, de huidige lijn U3. Het station is vernoemd naar Viktor von Podbielski.
Ten tijde van de opening van Wilmersdorf-Dahlemer U-Bahn was het Koninklijke Domein Dahlem een nog grotendeels onbebouwd, landelijk gebied. De lijn trok daardoor slechts weinig reizigers en er werden grote verliezen geleden. In station Fehrbelliner Platz moest men dan ook overstappen op kortere treinen richting Thielplatz. Inmiddels is de omgeving van station Podbielskiallee vrijwel volledig bebouwd, al is het landelijke karakter niet helemaal verloren gegaan.

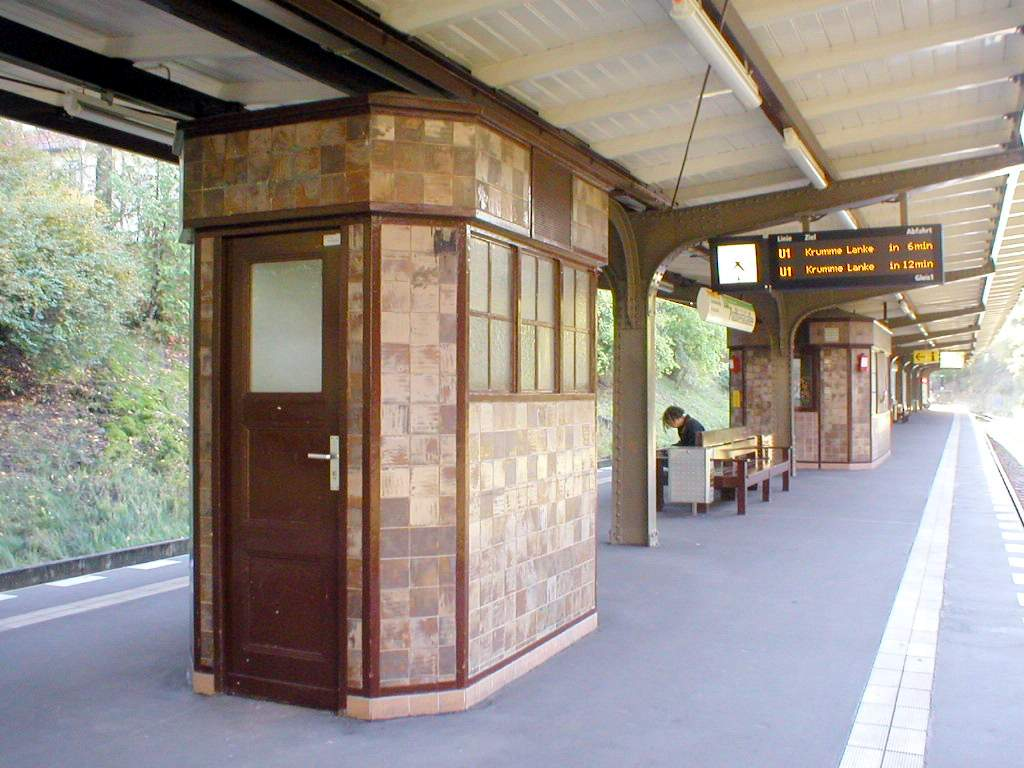
Perron

Station Podbielskiallee ligt in een uitgraving aan de ingang van de metrotunnel. Treinen in westelijke richting (Krumme Lanke) vervolgen hun weg vanaf hier bovengronds, richting het centrum van de stad loopt de lijn onder de grond. Het toegangsgebouw aan de Kaiser-Wilhelm-Platz, dat dwars boven de sporen staat, is uitgevoerd als een middeleeuws kasteeltje en werd ontworpen door Heinrich Schweitzer. Alleen de U boven de ingang verraadt dat het hier om een metrostation gaat. Dit soort rijk gedecoreerde stations is kenmerkend voor de U3. Het rijke Wilmersdorf spaarde kosten noch moeite bij de inrichting van haar ondergrondse stations, die als visitekaartje voor de goedburgerlijke stad dienden; in Dahlem besteedde men vooral aandacht aan de toegangsgebouwen, aangezien de bovengrondse perrons weinig mogelijkheden tot opsmuk boden. Vrijwel alle stations op de U3, waaronder Podbielskiallee, staan dan ook onder monumentenbescherming.